# 乗代雄介
乗代 雄介（のりしろ ゆうすけ、1986年6月18日 - ）は、日本の小説家。東京都葛飾区在住。

## 来歴
北海道江別市生まれ。幼少期に東京都練馬区に移る。中学生のとき、「侍魂」などのテキストサイトが流行していたことや、いがらしみきおの『のぼるくんたち』の影響などからブログで「創作」と呼ばれる文章を書き始める。ブログのタイトルは、キンクスの曲名に由来する「ミック・エイヴォリーのアンダーパンツ」。高校時代から、読んだ本の気に入った部分をノートに書き写すという習慣を持つようになる。ブログを創作の原点と考えているという。大学のセンター入試前後、2ちゃんねるの国内サッカー板に立てたスレッド「今日俺が一人で近所の公園でリフティングをしてたら」が別の書き手によって書き継がれ、小学館から単行本化された経験をもつ。
法政大学社会学部メディア社会学科卒業。在学中は田中優子のゼミに所属。卒業後、学習塾に勤務。インターネットで知り合った爪切男やこだまらとともに文芸同人誌「なし水」に参加。
2015年、「十七八より」で第58回群像新人文学賞を受賞しデビュー。受賞時の職業は塾講師。2018年、『本物の読書家』で第40回野間文芸新人賞受賞。2020年、「最高の任務」で第162回芥川龍之介賞候補。2021年、「旅する練習」で第164回芥川龍之介賞候補。『旅する練習』で第34回三島由紀夫賞受賞。2022年、「皆のあらばしり」で第166回芥川龍之介賞候補。『旅する練習』で第37回坪田譲治文学賞受賞。2023年、「それは誠」で第169回芥川龍之介賞候補。『それは誠』で第40回織田作之助賞受賞。2024年、同作で第74回芸術選奨文部科学大臣賞受賞。2025年、「二十四五」で第172回芥川龍之介賞候補、第1回永井荷風文学賞候補。

## 作品リスト

### 単行本
- 『十七八より』（2015年8月、講談社 / 2022年1月、講談社文庫）
  - 初出:『群像』2015年6月号
- 『本物の読書家』（2017年11月、講談社 / 2022年7月、講談社文庫）
  - 「本物の読書家」 - 『群像』2016年9月号
  - 「未熟な同感者」 - 『群像』2017年7月号
- 『最高の任務』（2020年1月、講談社 / 2022年12月、講談社文庫）
  - 「生き方の問題」 - 『群像』2018年6月号
  - 「最高の任務」 - 『群像』2019年12月号
- 『ミック・エイヴォリーのアンダーパンツ』（2020年7月、国書刊行会）
  - 「創作」 - 初出:本人ブログ（掌編66篇）
  - 「ワインディング・ノート」 - 初出:本人ブログ（長篇エッセイ）
  - 「虫麻呂雑記」 - 書き下ろし
- 『旅する練習』（2021年1月、講談社 / 2024年1月、講談社文庫）
  - 初出:『群像』2020年12月号
- 『皆のあらばしり』（2021年12月、新潮社 / 2025年7月、新潮文庫）
  - 「皆のあらばしり」 - 『新潮』2021年10月号
  - 「ニセ偽書事始」（文庫版のみ） - 『ユリイカ』2020年12月号
  - 「『皆のあらばしり』の成立について」（文庫版のみ） - 『新潮』2024年6月号
- 『掠れうる星たちの実験』（2021年12月、国書刊行会）
  - 「掠れうる星たちの実験」 - 『群像』2021年7月号
  - 「書評」
    - 『職業としての小説家』村上春樹
    - 『このサンドイッチ、マヨネーズ忘れてる/ハプワース16、1924年』J・D・サリンジャー（金原瑞人訳） - 『図書新聞』第3370号
    - 『アナーキストの銀行家 フェルナンド・ペソア短編集』フェルナンド・ペソア（近藤紀子訳）
    - 『ペンギン・ブックスが選んだ日本の名短編29』ジェイ・ルービン編 - 『新潮』2019年6月号

  - 「創作」
    - 「八月七日のポップコーン」
    - 「センリュウ・イッパツ」
    - 「水戸ひとりの印」
    - 「両さん像とツバメたち」
    - 「鎌とドライバー」
    - 「本当は怖い職業体験」
    - 「This Time Tomorrow」
    - 「六回裏、東北楽天ゴールデンイーグルスの攻撃は」
    - 「フィリフヨンカのべっぴんさん」
- 『パパイヤ・ママイヤ』（2022年5月、小学館 / 2024年6月、小学館文庫）
  - 初出:『STORY BOX』2022年3月号
- 『それは誠』（2023年6月、文藝春秋）
  - 初出:『文學界』2023年6月号
- 『二十四五』（2025年1月、講談社）
  - 初出:『群像』2024年12月号

### アンソロジー収録
- 「生き方の問題」 - 『文学2019』（2019年4月、講談社）
  - 初出:『群像』2018年6月号
- 「さいごのしれい」 - 『Story for you』 （2021年3月、講談社）
  - 初出:「tree」2020年7月30日公開[21]
- 「フィリフヨンカのべっぴんさん」 - 『文学2022』（2022年6月、講談社）
  - 初出:『掠れうる星たちの実験』（2021年12月、国書刊行会）
- 「教えてあげたい」 - 『ベスト・エッセイ2023』（2023年6月、光村図書出版）
  - 初出:日本経済新聞2022年7月11日夕刊「プロムナード」
- 「犬馬と鎌ケ谷大仏」 - 『鉄道小説』（2022年10月、交通新聞社）
- 「客人の思惑」 - 『超短編！ 大どんでん返し Special』（2023年12月、小学館文庫）
  - 初出:『STORY BOX』2021年9月号
- 「一人ぼっちで、それでも伝えるために」 - 『みんなどうやって書いてるの？ 10代からの文章レッスン』（2024年9月、河出書房新社）
- 「風後の灯火」 - 『孤独の時間。』（2025年6月、講談社）
  - 初出:『群像』2025年3月号

## 単行本未収録

### 小説
- 「三舟山」 - 『すばる』2023年5月号
- 「北見から」 - 『GOAT』第1号（2024年11月）
- 「金城氏」 - 『紙魚の手帖』vol.22（2025年4月）
- 「ボートハウス」 - 『群像』2025年6月号
- 「津山線を撮れ！」 - 『GOAT meets』01（2025年7月）
- 「背番号10のヘッドスライディング」 - 『群像』2025年9月号

### 随筆・論考・書評・対談・その他
- 「ミシェル・レリスはテニスが下手」 - 『文學界』2015年8月号
- 「お手紙拝見」 - 『群像』2015年11月号
- 「個人の個人による個人のための」 （村上春樹『職業的としての小説家』書評） - 『群像』2015年12月号
- 「想像力の行き着く先」 - 『新潮』2016年4月号
- 「月と純金」 - 『文芸ラジオ』3号
- 「書かない者のまなざしを忘れて書くことはできない」（保坂和志との対談） - 『群像』2019年1月号
- 「任務の半ばにある風景」 - 『本』2020年2月号
- 「サメじゃないから」 - 『はなはなし』第109号
- 「患者のよろこび」 - 『はなはなし』第110号
- 「最新翻訳小説地図」（フェリスベルト・エルナンデス、浜田和範訳『案内係』） - 『群像』2020年6月号
- 「小説のプランを信じ続ける」 （磯﨑憲一郎との対談）- 『文學界』2020年8月号
- 「いま再読したい「私を変えた一冊」」（J・D・サリンジャー『大工よ、屋根の梁を高く上げよ/シーモア-序章-』） - 『群像』2020年10月号
- 「ナニをかくにせよ」（木下古栗『サピエンス前戯』書評）[22] - 『文藝』2020年冬季号
- 「思い出せる限りの生活や景色――「小説を書くこと」に加え、「小説を読まれること」にも想像を巡らせる」（太田靖久『ののの』書評） - 『図書新聞』第3479号
- 「受賞記念エッセイ 赤坂遠足記」 - 『新潮』2021年7月号
- 「片隅の佐竹徳」 - 『新潮』2021年9月号
- 「飼育の終わり」（金子薫『道化むさぼる揚羽の夢の』書評） - 『群像』2021年10月号
- 「「凡庸さ」を睨みつつ「凡庸」から逃れる試み」（文庫解説） - 磯﨑憲一郎『鳥獣戯画/我が人生最悪の時』（講談社文芸文庫、2021年10月）
- 「こんなことしてていいのか日記」 - 『すばる』2022年1月号 - 3月号
- 「私の書棚の現在地」（書評連載）
  - 「「ひとり」の神通力」（鈴木忠平『嫌われた監督 落合博満は中日をどう変えたのか』） - 『新潮』2022年2月号
  - 「やれるだけのことを」（藤子・F・不二雄原作、福島直浩著『小説 映画ドラえもん のび太の宇宙小戦争 2021』） - 『新潮』2022年5月号
  - 「時を隔てた人々を媒介しうるもの」（酒井信『現代文学風土記』） - 『新潮』2022年8月号
  - 「途方もない世界への信頼」（酒井信『現代文学風土記』） - 『新潮』2022年11月号
  - 「他人と共有不可能な感触」（ダビット・サンデン『この本はよまれるのがきらい』） - 『新潮』2023年2月号
  - 「鵺文学の賜物」（菱岡憲司『大才子 小津久足 伊勢商人の蔵書・国学・紀行文 』） - 『新潮』2023年5月号
  - 「個性はすり減らない」（全国学校図書館協議会編『考える読書 第68回青少年読書感想文コンクール入賞作品集』） - 『新潮』2023年8月号
  - 「隔絶された人々の側に立つということ」（ピーテル・ヴァン・ロメル『「田舎教師」の時代 明治後期における日本文学・教育・メディア』） - 『新潮』2023年11月号
- 「プロムナード」 - 『日本経済新聞』夕刊2022年7月 - 12月連載（月曜担当）
- 「人の数だけ思い出し方がある 夫婦にもそれぞれの感じ方がある」（滝口悠生『ラーメンカレー』書評）[23] - 『週刊新潮』2023年4月27日号
- 「浅原才市に学んだ小説」 - 『アンジャリ』WEB版 2023年5月1日更新号
- 「インターネットの黎明期 「同性愛の世界」に接近する青年の欲望」（千葉雅也『エレクトリック』書評）[24] - 『週刊新潮』2023年7月13日号
- 「こんな風に生きられたらウソを書く必要なんかないだろうな」（畑正憲『生きるよドンどん ムツゴロウさんが遺したメッセージ』書評）[25] - 『週刊新潮』2023年9月7日号
- 「アメリカ現代文学の新世代作家が問う「あなたは何者ですか？」」（キャサリン・レイシー『ピュウ』書評）[26] - 『週刊新潮』2023年10月26日号
- 「文一の本棚 D・H・ローレンス『アメリカ古典文学研究』」 - 『群像』2023年11月号
- 「芥川賞受賞作家が描く「作家デビュー」 頭の中を人目に晒すということは――」（高瀬隼子『うるさいこの音の全部』書評）[27] - 『週刊新潮』2023年12月7日号
- 「ハリー・ニルソンの追想」 - 『小説トリッパー』2024年春季号
- 「コンビで培ってきたネタ作りを昇華！ 創りこみが職人的な芸人小説の傑作」（福徳秀介『しっぽの殻破り』書評）[28] - 『週刊新潮』2024年2月1日号
- 「イヤな出来事がありすぎる……共感すら拒否する稀有な読後感」（三木三奈『アイスネルワイゼン』書評）[29] - 『週刊新潮』2024年3月21日号号
- 「理解不能に奇妙で、目を背けたくなるほど下品。不協和音を奏でる作品世界」（吉村萬壱『みんなのお墓』書評） - 『週刊新潮』2024年5月16日号
- 「さえない中年男性が語る、草食恐竜と肉食恐竜の間に芽生えた切ない友情」（山野辺太郎『恐竜時代が終わらない』書評） - 『週刊新潮』2024年6月27日号
- 「過ぎ去り、語りは届く——『日本蒙昧前史』論」 - 『文學界』2024年8月号
- 「仙台で執筆を続ける私小説作家が東北各地を辿る、現代の「おくのほそ道」」（佐伯一麦『ミチノオク』書評） - 『週刊新潮』2024年8月8日号
- 「見慣れたくない地図のために」（東辻賢治郎『地図とその分身たち』書評） - 『群像』2024年9月号
- 「私が旅に持ち歩くもの」 - 『すばる』2024年10月号
- 「アンケート あの人のブックマーク」 - 『文學界』2024年10月号
- 「三島由紀夫の文 『音楽』」 - 『新潮』2025年2月号
- 「絵画という地図を手にして」 - 『群像』2025年6月号から連載
- 「もうすでに失われてしまったものの儚さ」（トルーマン・カポーティ著、村上春樹訳『草の竪琴』書評）[30] - 『波』2025年7月号